# Нехцянув
Нехцянув (пол. Niechcianów) — село в Польщі, у гміні Нові Острови Кутновського повіту Лодзинського воєводства.
Населення — 98 осіб (2011).
У 1975-1998 роках село належало до Плоцького воєводства.

## Демографія
Демографічна структура станом на 31 березня 2011 року:
|          | Загалом | Допрацездатний вік | Працездатний вік | Постпрацездатний вік |
| -------- | ------- | ------------------ | ---------------- | -------------------- |
| Чоловіки | 49      | 13                 | 31               | 5                    |
| Жінки    | 49      | 14                 | 22               | 13                   |
| Разом    | 98      | 27                 | 53               | 18                   |